# Кристина Луиза Эттингенская
Кристина Луиза Эттингенская (нем. Christine Luise von Öttingen; 30 марта 1671, Эттинген — 12 ноября 1747, Бланкенбург) — принцесса Эттинген-Эттингенская и в замужестве герцогиня Брауншвейг-Вольфенбюттельская, княгиня Бланкенбургская.

## Биография
Кристина Луиза родилась в семье Альбрехта Эрнста I Эттинген-Эттингенского (1642—1683), получившего в 1674 году титул имперского князя, и его супруги герцогини Кристины Фридерики Вюртембергской (1644—1674).
22 апреля 1690 года в Аурихе принцесса сочеталась браком с принцем Людвигом Рудольфом Брауншвейг-Вольфенбюттельским. Их резиденция располагалась в Бланкенбурге, предоставленном Людвигу Рудольфу в качестве апанажа его отцом Антоном Ульрихом. В 1707 году графство Бланкенбург получило от императора Священной Римской империи Иосифа I статус княжества, поскольку дочь Кристины Луизы Елизавета Кристина была выбрана в невесты будущему императору Карлу VI.
Людвиг Рудольф и Кристиана Луиза не скупились на содержание бланкенбургского двора, Кристина Луиза оказывала на мужа большое влияние по политическим и административным вопросам. В честь неё на горе Кальвинусберг в 1728 году был возведён загородный дом. В 1735 году после смерти супруга Кристина Луиза вернулась в Бланкенбург, где участвовала в культурной жизни и посвятила себе заботам о дворцовом парке. Во дворце Бланкенбург у неё служил павший в немилость у Фридриха Вильгельма I после громкой истории с Катте бывший воспитатель прусского кронпринца Фридриха Жанден (фр. Charles Egide Duhan de Jandun).
В браке с Людвигом Рудольфом у Кристины Луизы родились четыре дочери, из которых одна умерла в младенчестве. Свёкор Кристины Луизы Антон Ульрих умело организовал их замужества, так что Кристина Луиза одновременно приходится бабушкой императрице Марии Терезии, императору российскому Петру II, королеве Пруссии Елизавете Кристине и королеве Дании Юлиане, а также прабабушкой российскому императору Ивану VI Антоновичу и прусскому королю Фридриху Вильгельму II.
Герцогиня Кристина Луиза похоронена вместе с мужем в Брауншвейгском соборе.

## Потомки
- Елизавета Кристина Брауншвейг-Вольфенбюттельская (1691—1750) — замужем за императором Священной Римской империи Карлом VI,
- Шарлотта Августа (1692—1692),
- Шарлотта Кристина София Брауншвейг-Вольфенбюттельская (1694—1715) — замужем за царевичем Алексеем Петровичем, сыном царя Петра Великого,
- Антуанетта Амалия Брауншвейг-Вольфенбюттельская (1696—1762) — замужем за герцогом Фердинандом Альбрехтом II.